# Guerra civil griega
La guerra civil griega transcurrió entre marzo de 1946 y octubre de 1949 y fue el primer caso de una insurrección comunista tras la Segunda Guerra Mundial, por lo que se puede considerar como el primer conflicto bélico de la Guerra Fría. La victoria de las fuerzas anticomunistas del gobierno condujo a la entrada de Grecia en la OTAN y ayudó a definir el equilibrio estratégico en el mar Egeo y los Balcanes en la Europa de la posguerra.
La guerra civil enfrentó a los demócratas y las fuerzas armadas del gobierno monárquico, apoyadas por los Estados Unidos y el Reino Unido, contra los comunistas griegos y los miembros de la organización más grande de la resistencia antifascista que había combatido contra la ocupación de Grecia por parte del Eje: el ELAS (griego: ΕΛΑΣ-Εθνικός Λαϊκός Απελευθερωτικός Στρατός [ELAS: Ethnikos Laikos Apelevtherotikos Stratos], Ejército Popular de Liberación Nacional), cuya dirección estaba controlada por el Partido Comunista Griego (en griego, KKE-Kομμουνιστικό Κόμμα Ελλάδας).
Al terminar la ocupación de Grecia por las Potencias del Eje existía ya un clima de enfrentamiento y acusaciones mutuas de terrorismo por parte de ambos bandos llevadas a cabo durante la operación Marita. El KKE no quiso participar en las elecciones propuestas por los conservadores y patrocinadas por los británicos en septiembre de 1946 y se negó al desarme, lo cual condujo al estallido de un conflicto armado.

## Fases de la guerra

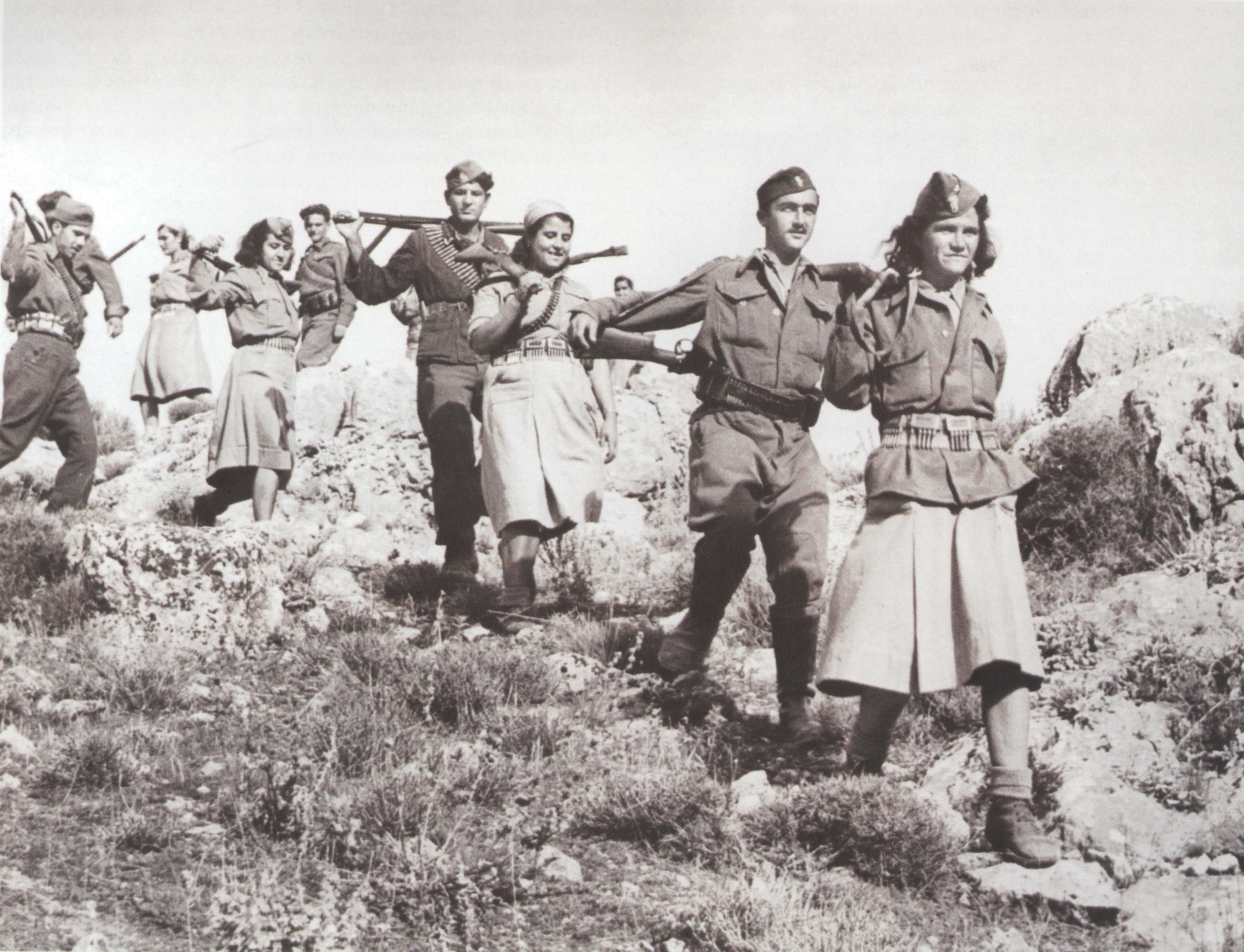
Miembros de la resistencia comunista en 1944.

### Antecedentes tras la liberación
- La primera fase de la guerra civil tuvo lugar entre 1941 y 1944, durante la ocupación ítalo-alemana de Grecia. Las alas izquierdista y derechista del movimiento de resistencia se disputaron la dirección de la resistencia griega. El ala derechista se agrupaba en el exilio en torno al rey Jorge II, a las fuerzas griegas evacuadas en Egipto, y a oficiales nacionalistas y anticomunistas que permanecían en Grecia luchando contra alemanes e italianos en un grupo de resistencia denominado EDES; mientras que el ala izquierdista se basaba en el "gobierno clandestino" formado por una alianza de socialistas, marxistas, y comunistas apoyándose en el ELAS, ejército partisano que llevó el mayor peso de la resistencia antifascista, aunque desde 1942 la mayor influencia en la jefatura del ELAS la tuvo el Partido Comunista Griego (KKE) gracias a haber formado un fuerte núcleo de guerrillas antes que sus competidores.

A los agentes británicos desplegados en Grecia se les encomendó la tarea de dañar al ELAS. Intentaron reclutar a sus partidarios ofreciéndoles dinero, financiaron pequeñas organizaciones rivales, incluidas algunas que a veces colaboraban con los ocupantes nazis. También colocaron hombres en el gobierno colaboracionista y en los batallones de seguridad creados por el régimen. Este doble juego sembró las semillas de la guerra civil desde el invierno de 1943-1944.
Tras la Conferencia de Moscú, Iósif Stalin aceptó una influencia británica en Grecia a cambio de un compromiso en Yugoslavia. El acuerdo se había preparado en la primavera de 1943, cuando Churchill y Anthony Eden fueron a Moscú a conferenciar con Stalin y Vyacheslav Molotov. Los comunistas griegos, ignorando estos acuerdos, formaron un gobierno griego clandestino que dejó de reconocer al rey y al gobierno griegos en El Cairo. En verano de 1944 los monárquicos en el exilio formaron un gobierno de concentración nacional presidido por Georgios Papandreu (en griego: Γεώργιος Παπανδρέου) bajo los auspicios de los Aliados en El Cairo y sin contar con la población griega, en tanto las ofensivas aliadas en Italia y la recaptura de Ucrania por los soviéticos auguraban que la lucha pronto llegaría a los Balcanes. Las fuerzas armadas griegas en Egipto se amotinaron en abril de 1944 contra la monarquía y exigieron la integración de la Resistencia en el gobierno en el exilio.
- En la segunda fase (1944-1946), el gobierno monárquico que regresó del exilio se enfrentó a los partisanos comunistas por el control del país tras la derrota y retirada de los alemanes en octubre de 1944. Inmediatamente después de la retirada de las fuerzas alemanas, Churchill desembarcó en El Pireo la brigada británica de Ronald Scobie, que exigió el desarme del ELAS y su disolución. Para luchar contra el comunismo, las autoridades británicas liberaron y armaron a las milicias colaboradoras y a los grupos monárquicos que habían sido internados tras la Liberación. La dirección del Partido Comunista, deseosa de participar en la vida política después de la guerra, no se opuso a los británicos. Sin embargo, las tropas británicas pronto se volvieron hostiles a la presencia de los comunistas e iniciaron una serie de acciones para desalojarlos del sur de Grecia. Los días 3 y 4 de diciembre de 1944, las autoridades británicas abrieron fuego contra una gran manifestación en Atenas, matando e hiriendo a unas 100 personas. Tras los enfrentamientos de diciembre, se declaró la ley marcial en Atenas. Los distritos rebeldes fueron bombardeados por aviones británicos por orden de Churchill.

Los jefes comunistas del ELAS controlaban prácticamente el resto de Grecia en diciembre de 1944, aunque no estaban listos para formar de inmediato tropas con las que resistir a los derechistas y los británicos. Finalmente se llegó a un acuerdo llamado Pacto de Varkiza, firmado en febrero de 1945, en el que influyeron las presiones británica y soviética y por el que el regente (el arzobispo Damaskinos, en tanto aún no se permitía al rey Jorge II volver al país) y el gobierno monárquico acordaron celebrar elecciones bajo la supervisión de los Aliados.  En Atenas, las autoridades británicas organizan la celebración de elecciones parlamentarias antes del prometido plebiscito sobre el retorno de la monarquía. A pesar del acuerdo de Varkiza, antiguos colaboradores y milicianos monárquicos se constituyeron en fuerzas políticas presentes en las elecciones. Posteriormente, organizaron grupos paramilitares que participaron en la implantación del terror blanco en las zonas anteriormente controladas por el ELAS. Como protesta, el KKE llamó a la abstención y se negó a presentarse. La fuerte abstención designó una Asamblea y un gobierno de derecha y extrema derecha con colaboradores y políticos en activo desde el régimen de Ioannis Metaxás. A partir de ese momento, un simple control de identidad, en el que se menciona el voto, es suficiente para identificar a los abstencionistas, sospechosos de ser comunistas; la vacilación del KKE a la hora de emprender la lucha permite encarcelar a sus cuadros y al 90% de los antiguos funcionarios de Elas.

### La guerra civil

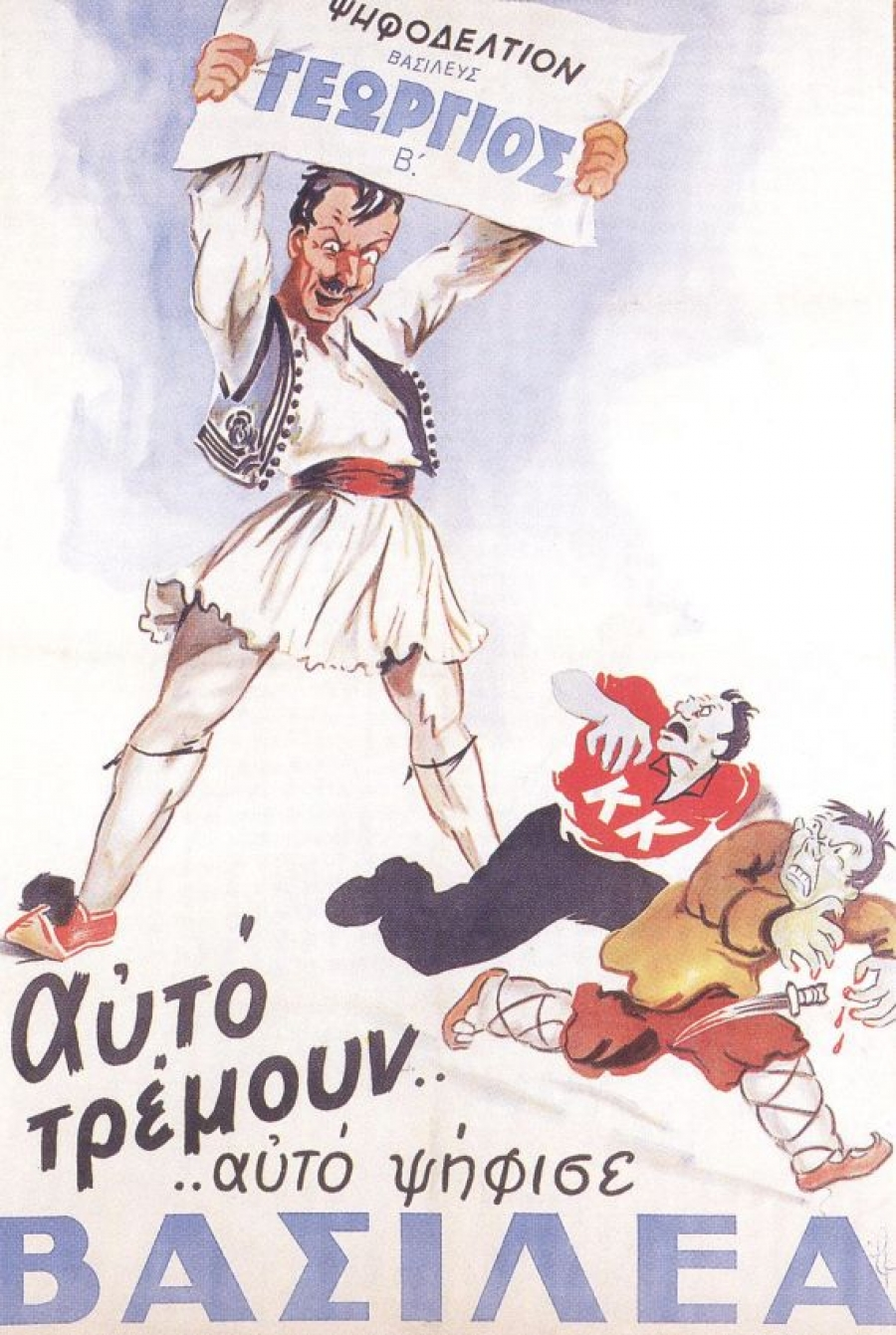
Cartel a favor de la monarquía de Jorge II de Grecia con la frase ¡ Esto es lo que temen! (refiriéndose a los comunistas) ¡Vota por el Rey!.

- En la tercera fase (1947-1950, llamada «tercer asalto» por los comunistas), el gobierno de centro-derecha no fue aceptado por el KKE, que en mayo de 1946 se sublevaron con su brazo armado (el ELAS) en las montañas de Macedonia y el Epiro, lanzando una guerra de guerrillas contra el gobierno central, logrando controlar casi toda la zona montañosa del norte de Grecia y fundando el Ejército Democrático Griego (DSE).

El gobierno monárquico de Papandreu pidió ayuda urgente a los británicos, que a su vez solicitaron refuerzos al presidente estadounidense Harry S. Truman al verse incapaces de controlar la situación y carecer de más recursos financieros y humanos para asistir al régimen de Atenas, ante lo cual los Estados Unidos intervinieron con armas y entrenamiento para el ejército monárquico, acuñándose la "Doctrina Truman" como consecuencia, y asegurando el apoyo estadounidense a cualquier régimen en riesgo de ser derrocado por una revuelta comunista.
Por otra parte, el DSE pidió activamente apoyo militar y económico a la URSS pero Iósif Stalin rehusó concederlo pues ya desde 1945 el gobierno de Stalin confiaba en que el KKE podría dominar Grecia solamente mediante un "golpe de mano" violento y oportuno, pero consideraba que sería imposible conseguir tal meta tras desarmarse el ELAS en 1946 y menos todavía en una guerra civil donde Gran Bretaña y Estados Unidos ayudarían sin reservas a los monárquicos griegos –en tanto que Stalin estaba convencido de que ambos países no abandonarían su influencia en Grecia– por lo cual el apoyo militar la URSS al DSE fue muy reducido.
La ayuda decisiva al DSE llegó sobre todo de Yugoslavia, donde el mariscal Josip Broz (Tito) veía con simpatía la creación de una Grecia comunista que afirmaría la seguridad yugoslava en su frontera meridional, y de paso solucionaría el problema del nacionalismo en la Macedonia griega en tanto el KKE ofrecía a los macedonios griegos una autonomía interna similar a la de los macedonios yugoslavos. Muchos miembros del ELAS eran macedonios de etnia eslava, que crearon el Frente de Liberación de Macedonia (FLM) en 1944 con la ayuda de Tito, que en esa época pretendía anexionarse la Macedonia griega, expulsando de allí a los ocupantes alemanes. Ya en 1946, el KKE era partidario de crear una República Socialista de Macedonia que incluiría a toda Macedonia, tanto la parte griega como la eslava, bajo firme control de los comunistas locales, solución que también agradaba a Tito.
Los líderes del DSE, todos comunistas, pretendieron lanzar pronto una guerra convencional contra el gobierno desde septiembre de 1947, tratando de establecer un gobierno revolucionario en la ciudad de Konitsa y de controlar las grandes ciudades, en lo cual fracasaron tras las contraofensivas del gobierno en diciembre del mismo año; pese a esta derrota, a inicios de 1948 el DSE mantenía actividad de guerrillas por todo el país, inclusive en la región del Ática donde se hallaba Atenas, habiendo implicado exitosamente en su lucha a la mayoría de los macedonios eslavos, que veían en el KKE a un garante de su autonomía dentro de Grecia.
El curso de la lucha favoreció paulatinamente a los monárquicos desde 1948, cuando el KKE, soporte básico del DSE, fue ilegalizado y el gobierno de Themistoklis Sophoulis arrestó a cientos de sus líderes, mientras el ejército gubernamental obtenía armas estadounidenses a bajísimos precios, su moral de combate se elevaba, y se hallaba mucho mejor entrenado que en 1945, a lo cual contribuyó el liderazgo del general Alexander Papagos, veterano militar que había detenido con éxito la invasión italiana de 1940 y que desde inicios de 1949 sería designado jefe máximo de las tropas gubernamentales.
La insistencia de los líderes del KKE en seguir una "guerra convencional" copiando la última fase de la lucha de los partisanos yugoslavos terminó en un fracaso a mediados de 1948, por lo cual hubo de volverse a la guerra de guerrillas apresuradamente, además de que el dominio total del KKE sobre la jefatura del DSE hizo perder el apoyo de socialistas y centristas en zonas rurales que originalmente les habían auxiliado, empeorando la situación la represión política del KKE contra estos disidentes y tornando al DSE en una facción puramente comunista en la práctica.

### La ruptura Tito-Stalin y el KKE

Mapa de las bases de las organizaciones comunistas griegas en la frontera entre Grecia y Yugoslavia. Josip Broz Tito permitía la presencia de las guerrillas en territorio yugoslavo.

Los problemas del DSE se agravaron por la lucha  entre la URSS y Yugoslavia, ya que se confirmaba el temor de Stalin: que los EE. UU. y Gran Bretaña intervinieran en Grecia para mantenerla bajo su influencia. Ante el temor de dañar más todavía sus relaciones con británicos y estadounidenses, Stalin juzgaba más útil afianzar el control soviético sobre países de Europa Oriental que -a diferencia de Grecia- estaban ya ocupados por el Ejército Rojo desde 1945, rehusando arriesgar suministros bélicos en la lucha de los comunistas griegos. Ante ello el régimen soviético insistió en que el DSE cesara el combate y sus fuerzas se replegaran a Yugoslavia.
Tal planteamiento de Stalin disgustó al mariscal Tito, quien insistía en que el DSE debía seguir luchando en suelo griego, acusando a la URSS de poner en riesgo a Yugoslavia permitiendo una Grecia anticomunista y hostil en su frontera sur. Esto incidió en la ruptura entre Tito y Stalin de junio de 1948, en tanto el líder yugoslavo acusaba a la URSS de sacrificar a sus aliados balcánicos de modo egoísta, sin darles autonomía para "desarrollar el socialismo" según sus propios rasgos.
La ruptura Tito-Stalin causó una severa crisis en el KKE en el otoño de 1948, pues sus jefes máximos mantenían firme lealtad a la URSS pero eran conscientes de que prescindir del apoyo yugoslavo sería desastroso, más aún cuando el DSE poseía bases de libre acceso en Yugoslavia, que no podrían ser reemplazadas por hipotéticas bases en las más lejanas Albania o Bulgaria, mientras que simultáneamente Yugoslavia llamaba al DSE para continuar la lucha en Grecia y la URSS le presionaba para abandonarla.
El KKE resolvió en su plenario de enero de 1949 seguir fiel a la política de la URSS y perseguir –en plena guerra civil– a los "titoístas" en sus filas, reforzando la ortodoxia estalinista, lo cual terminaba de debilitar políticamente al DSE con una "purga" de dirigentes. Ante tal decisión, Yugoslavia suspendió todo auxilio al DSE, y cerró militarmente su frontera griega en julio de 1949, desalojando los campamentos del DSE de su suelo, lo cual perjudicó gravemente la capacidad bélica de las guerrillas comunistas justamente cuando las tropas monárquicas de Papagos, mejor armadas y dirigidas y con mejor armamento gracias al auxilio estadounidense, infligían en la primavera de 1949 una severa derrota al DSE en el Peloponeso y la Grecia Central, y se adentraban en la región de Tesalia eliminando las posiciones del DSE.
Tras el cierre de la frontera yugoslava, las tropas del DSE siguieron operando desde bases en Albania, cuyo gobierno no podía aportar una ayuda militar comparable a la de Yugoslavia, pero los mensajes desde la URSS insistieron ahora con mayor firmeza en cesar la lucha y evacuar. En paralelo, las tropas griegas monárquicas lanzaron una gran ofensiva en el Epiro y la Macedonia griega en agosto de 1949, que expulsó de sus posiciones a las debilitadas tropas del DSE a inicios de septiembre. Semanas después las fuerzas del DSE sobrevivientes debieron retirarse a suelo albanés y el 16 de octubre del mismo año la jefatura del KKE exiliada en Albania ordenó un "cese de hostilidad temporal" que en los hechos significaba el final de la guerra.

## Consecuencias

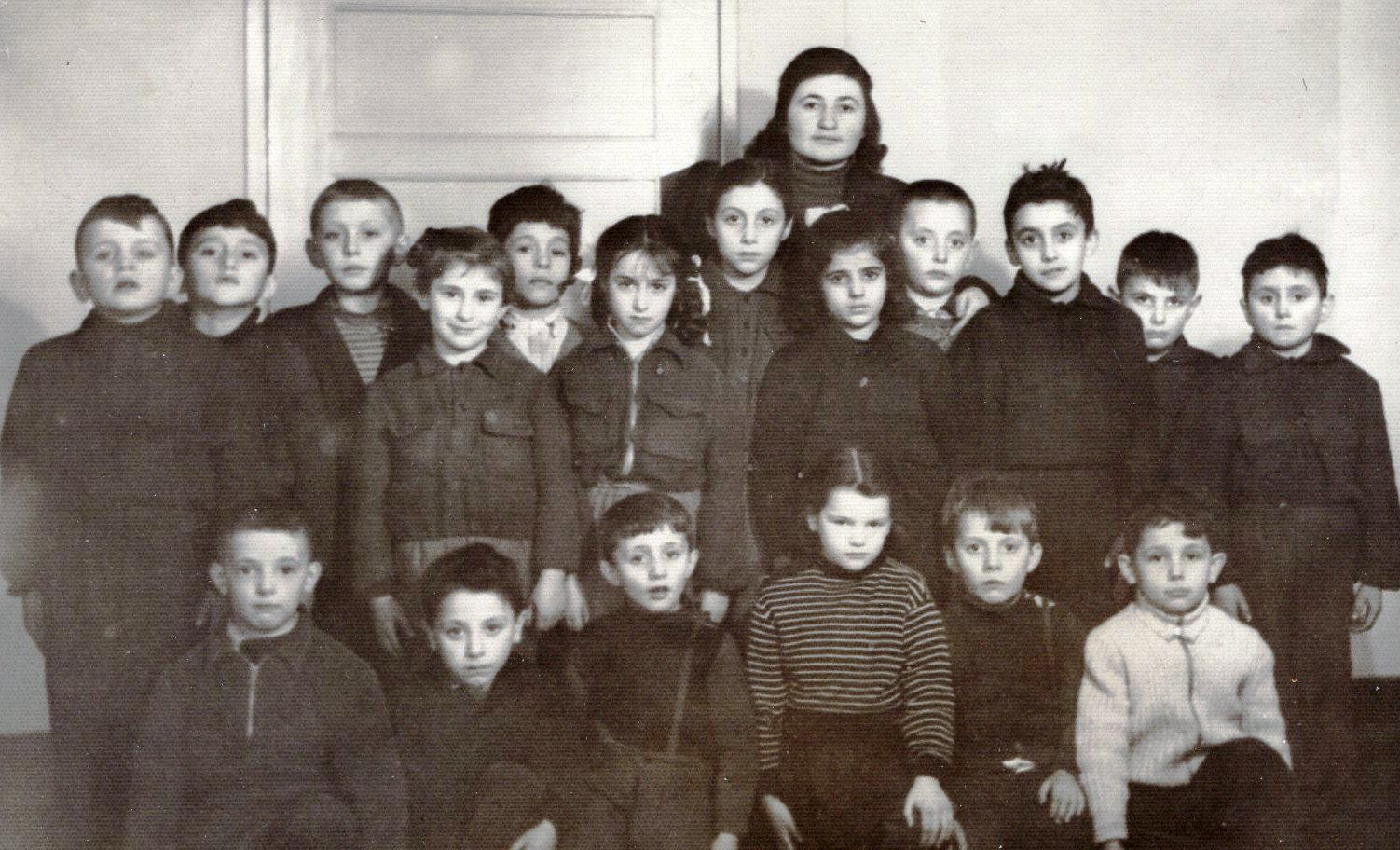
Niños macedonios nacidos en Polonia, de padres griegos refugiados apátridas.

La guerra civil dejó al país en un estado peor que el que supuso la ocupación alemana en 1944, generando más destrucciones de infraestructura en un país que ya era pobre en 1940. Miles de griegos se vieron obligados a emigrar por motivos económicos a países como Estados Unidos y Australia, entre otros. En paralelo, la represión política del gobierno derechista de Papandreu fue muy severa con los militantes del DSE que no pudieron huir de Grecia: hasta 100 000 personas quedaron en prisión hasta la década de 1950 en diversas cárceles situadas en las islas del mar Egeo, mientras que cualquier expresión política socialista o comunista, fuera en partidos políticos, sindicatos, o prensa, fue perseguida ferozmente.
La guerra civil dejó también una sociedad polarizada políticamente entre los "vencedores y vencidos" de la guerra civil, polarización que no se restauraría hasta 1974, al finalizar la dictadura de los coroneles y declararse la Tercera República Helénica.
La cantidad de bajas totales rondan los 126.000 - 146.000 .